# Ilugao
Ilugao ist eine Insel und Bestandteil der Gruppe der Caluya-Inseln, welche sich in der philippinischen Provinz Antique befindet.

## Lage und Geographie
Die Insel liegt unweit westlich der Küste der Insel Caluya. Im Norden befindet sich die Insel Semiraramaistan und im Süden die Insel Villariz. Über eine Brücke im Südwesten ist sie direkt mit dem Straßennetz von Caluya verbunden. Im Westen der Küste befindet sich ein Sandstrand mit ein wenig Population, der Rest des Gebiets ist mit Wald und Zufahrtswegen bedeckt. Von Westen nach Osten ist die Insel an der breitesten Stelle etwa 630 m breit und von Norden nach Süden ebenso lang. Die höchste Erhebung befindet sich im nördlichen Teil mit einer Höhe von ca. 28 m.